# Pouteria procera
Pouteria procera är en tvåhjärtbladig växtart som först beskrevs av Carl Friedrich Philipp von Martius, och fick sitt nu gällande namn av Karl Hammer. Pouteria procera ingår i släktet Pouteria och familjen Sapotaceae. Inga underarter finns listade i Catalogue of Life.

## Bildgalleri

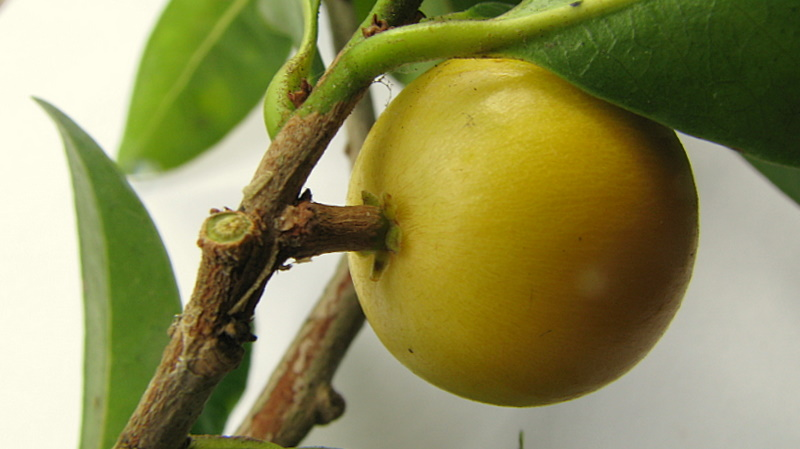
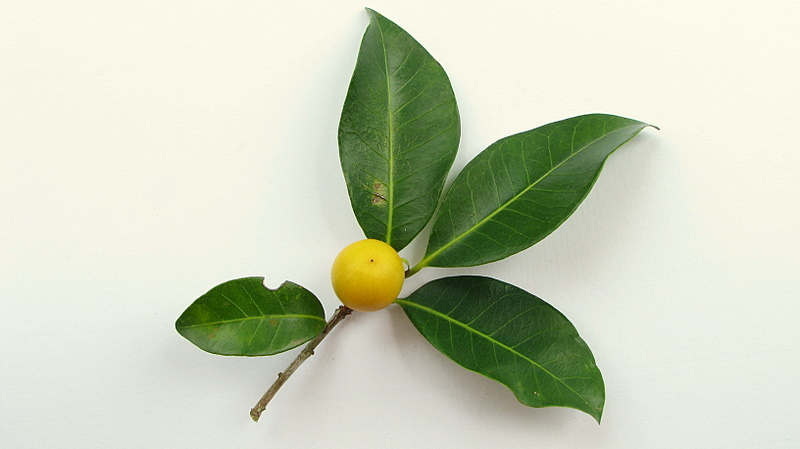
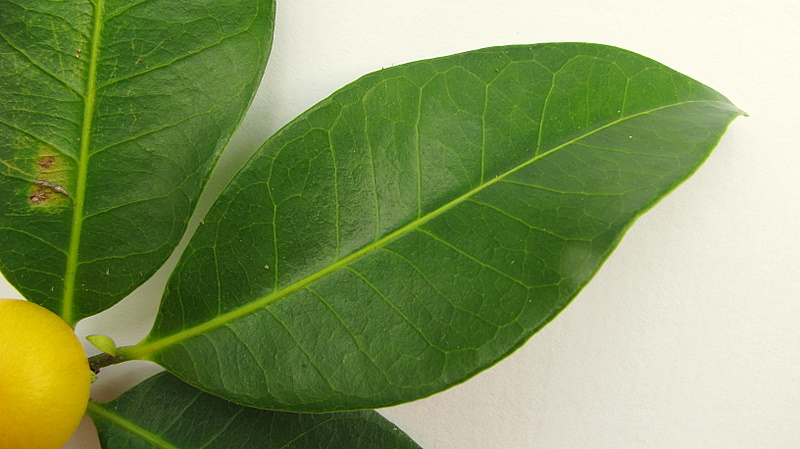
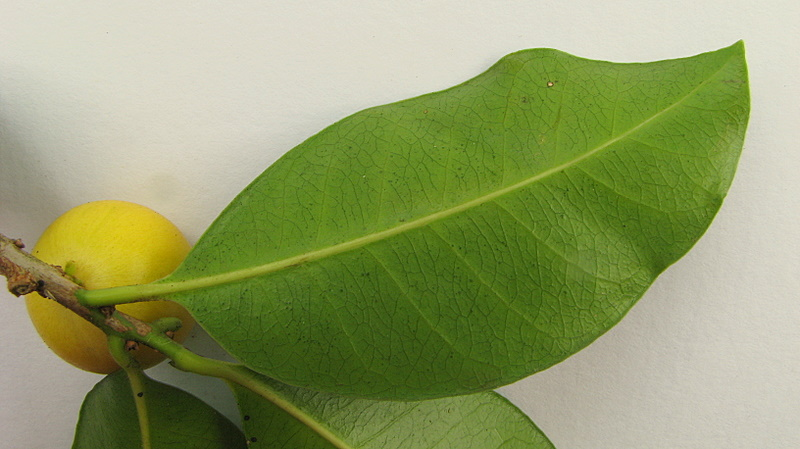